# Дерезня-Загроди
Дерезня-Загроди (пол. Dereźnia-Zagrody) — село в Польщі, у гміні Білгорай Білгорайського повіту Люблінського воєводства. Населення — 494 особи (2011).

## Історія
За даними етнографічної експедиції 1869—1870 років під керівництвом Павла Чубинського, у селі переважно проживали римо-католики, меншою мірою — греко-католики, які розмовляли українською мовою.
У 1975—1998 роках село належало до Замойського воєводства.

## Демографія
Демографічна структура станом на 31 березня 2011 року:
|          | Загалом | Допрацездатний вік | Працездатний вік | Постпрацездатний вік |
| -------- | ------- | ------------------ | ---------------- | -------------------- |
| Чоловіки | 255     | 58                 | 177              | 20                   |
| Жінки    | 239     | 51                 | 143              | 45                   |
| Разом    | 494     | 109                | 320              | 65                   |